# Plasschrijvertje
Het plasschrijvertje (Gyrinus marinus) is een keversoort uit de familie van de schrijvertjes (Gyrinidae). De wetenschappelijke naam van de soort is gepubliceerd in 1808 door Gyllenhal.
De soortaanduiding marinus betekent 'van de zee', maar de kever is ondanks de naam uitsluitend in zoet water te vinden. Net als alle schrijvertjes kan de kever over het wateroppervlak zwemmen. Daarnaast kan ook gedoken worden en het is eveneens een goede vlieger. 